# Avenue de la Topaze
Pour les articles homonymes, voir Rue de la Topaze.
L'avenue de la Topaze (en néerlandais : Topaaslaan) est une avenue bruxelloise de la commune de Schaerbeek qui va du carrefour de l'avenue du Diamant et de la chaussée de Louvain à l'avenue Léon Mahillon et se prolonge par l'avenue de l'Émeraude.
D'autres rues du quartier portent le nom de pierres précieuses ou de pierres fines :
- avenue du Diamant
- avenue de l'Émeraude
- avenue de l'Opale
- rue du Saphir

## Adresses notables
- no 44 : D'Ieteren Meiser